# Steigerwaldstadion
Stegerwaldstadion är en multifunktionell arena i Erfurt, Thüringen, Tyskland. Arenan har en publikkapacitet på 19 439 åskådare och byggdes 1931. Den används för närvarande mestadels till fotbollsmatcher och är hemmaarena för FC Rot-Weiß Erfurt.
Från 1948 till 1991 (under tiden för DDR) kallades Steigerwaldstadion för Georgij-Dimitroff-Stadion efter den bulgariske kommunistledaren Georgi Dimitrov (1882-1949).
Bon Jovi uppträdde på arenan under sin These Days Tour den 13 juni 1996 och under Bounce Tour den 25 maj 2003.